# Јекатаринска палата
Јекатаринска палата (рус. Екатери́нинский дворе́ц, Большо́й Царскосе́льский дворец) је бивши императорски дворац, званична летња резиденција три царице које су владале Русијом: Катарине , Јелисавете I и Катарине . Дворац се налази 26 километара јужно од центра Санкт Петербурга у бившем Царском Селу (данас град Пушкин).
Палата је објекат културног наслеђа Русије. Улази у састав ансамбла „Дворци и паркови града Пушкина и његов историјски центар”, који је даље део Унеско споменика светске баштине „Историјски центар Санкт Петербурга и околни споменици”.
Изградња дворца је почела 1717. по налогу царице Катарине , по којој је дворац добио име. Архитект палате био је Бартоломео Франческо Растрели. Више пута је дограђивана и мењана у току 18. века и представља образац архитектуре познога Барока. У Другом светском рату, 1944, доврац је тешко оштећен, а радови на обнови трају и данас.